# Mychajlo Havryljuk
Mychajlo Vitalijovyč Havryljuk (in ucraino Михайло Віталійович Гаврилюк?; Yarivka, 15 agosto 1979) è un politico e personaggio pubblico ucraino.
Ha partecipato alle proteste dell'euromaidan ed è stato torturato dai Berkut nel gennaio del 2014.
Nel mese di ottobre dello stesso anno, è stato eletto al Verkhovna Rada durante le elezioni parlamentari del 2014, come candidato del Fronte Popolare, vincendo nel distretto elettorale di Irpin con il 19.43% dei voti.
Havryliuk è membro del battaglione di difesa territoriale Zoloti Vorota.